# L'Amour... et après
Pour les articles homonymes, voir Afterglow.
Pour plus de détails, voir Fiche technique et Distribution.
L'Amour... et après (titre original : Afterglow) est un film américain réalisé par Alan Rudolph, sorti en 1997.

## Synopsis
Les vies de deux couples mariés malheureux s’entremêlent à Montréal, au Canada. Le mariage entre Lucky Mann, un entrepreneur et sa belle épouse britannique, l’ancienne actrice Phyllis Hart, est en mauvais état depuis des années. Leur relation s’est effondrée lorsque Phyllis a révélé à Lucky que leur fille Cassie n’était pas son enfant biologique. Elle l’a eue avec un acteur alors que Lucky était dans la marine. Cassie s’est enfuie à Montréal et ils ne se sont pas parlé depuis des années. Les Mann ont déménagé de Californie à Montréal pour retrouver Cassie, mais sans succès. Phyllis est déprimée après avoir appris que le père de sa fille, l’acteur Jack Dana, est récemment décédé. Elle commence à remettre en question sa propre mortalité et va voir un médecin pour un examen. Elle passe également son temps à regarder ses vieux films dans lesquels elle a joué avec Dana. Phyllis sait que Lucky la trompe avec ses clients de la construction, et donc ils ont un accord silencieux qu’ils n’auront pas de relations sexuelles. Lucky est montré en train de la tromper avec Gloria Marino.
Pendant ce temps, le dirigeant d’entreprise Jeffrey Byron et sa femme Marianne sont également malheureux mariés. Marianne désire des enfants et est privée d’affection par Jeffrey, qui semble n’être amoureux que de lui-même. Jeffrey est déprimé et semble envisager sa sexualité et, peut-être, le suicide. Un jour après le travail, Marianne essaie d’amener Jeffrey à avoir des relations sexuelles avec elle parce qu’elle ovule, mais il la nie. Elle décide de commencer à préparer une chambre pour un bébé dans leur condo de toute façon et engage un entrepreneur, qui se trouve être Lucky Mann, référé par la mère de son amie Isabel, Gloria. Elle est instantanément attirée par lui et ils commencent une liaison. Jeffrey rencontre Phyllis dans un bar où Phyllis venait d’assister à Marianne et Lucky lors d’un rendez-vous. Jeffrey est immédiatement attiré par Phyllis, et semble avoir besoin d’être avec une femme plus âgée après avoir montré une attirance soudaine pour sa secrétaire plus âgée, Hélène. Marianne est attirée par Lucky, plus âgé et robuste. Jeffrey invite Phyllis à partir pour un week-end dans un centre de villégiature. Elle dit d’abord non et rentre chez elle avec Lucky. Phyllis essaie de coucher avec Lucky et il la repousse, alors elle lui dit qu’elle connaît Marianne. Elle finit par rencontrer Jeffrey et s’en va avec lui. Une fois à la station, ils rencontrent le gros client fromager de Jeffrey, Bernard Ornay et sa maîtresse Monica Bloom. Ornay est également attiré par Phyllis, ce qui provoque une rupture avec Jeffrey. Jeffrey et Phyllis semblent susceptibles de dormir ensemble dans sa chambre, mais Jeffrey met fin au contact après que Phyllis a répondu avec flirt quand Ornay frappe à sa porte. Ils quittent la station le lendemain matin.
Les deux couples se retrouvent dans le même bar de l’hôtel, et Jeffrey et Lucky se disputent physiquement. Marianne et Phyllis partent ensemble et retournent à l’appartement des Byron, où Marianne révèle qu’elle est enceinte du bébé de Lucky. Marianne ne sait pas encore que Phyllis est sa femme. Phyllis s’énerve et s’en va. Jeffrey et Marianne ont des relations sexuelles et se réconcilient. Lucky trouve Cassie et ils se réconcilient. À la fin de l’histoire, la même chose qui était arrivée à Phyllis est arrivée à Marianne. Ils auront tous les deux élevé un enfant avec un autre homme qui n’est pas le père. Marianne dit à son amie Isabel que le père du bébé est Jeffrey, ce qui révèle qu’elle n’a pas l’intention de dire à Lucky que c’est le sien, tout comme Phyllis l’avait fait avec Jack Dana. La scène finale montre Phyllis au lit en train de pleurer, sachant que Marianne aura le bébé de Lucky, et émue par le retour de Cassie à la maison.

## Fiche technique
- Titre français : L'Amour... et après
- Titre original : Afterglow
- Réalisation : Alan Rudolph
- Scénario : Alan Rudolph
- Photographie : Toyomichi Kurita
- Musique : Mark Isham
- Pays d'origine : États-Unis
- Format : Couleurs - 1,85:1
- Genre : comédie dramatique
- Durée : 119 minutes
- Date de sortie : 1997

## Distribution
- Nick Nolte (VF : Michel Vigné) : Lucky Mann
- Julie Christie : Phyllis Mann
- Lara Flynn Boyle : Marianne Byron
- Jonny Lee Miller : Jeffrey Byron
- Jay Underwood : Donald Duncan
- Yves Corbeil : Bernard Ornay
- Michèle-Barbara Pelletier : Isabel Marino
- France Castel : Gloria Marino
- Ellen David : Judy
- Don Jordan : Concierge de Byron
- David Francis : Maître d'hôtel de Falco
- John Dunn-Hill